# Irresistibile bugiardo
Irresistibile bugiardo ( Joyeuses Pâques) è un film del 1984 diretto da Georges Lautner.

## Trama
L'industriale Stéphane (Jean- Paul Belmondo) è sposato con Sophie (Marie Laforet), ma la tradisce con la giovane e bella Julie (Sophie Marceau). Credendo che la moglie fosse partita e colto in flagrante in compagna di Julie, cerca di farla passare per sua figlia avuta da un precedente matrimonio. 

## Accoglienza
Il film ebbe un buon successo al botteghino, con oltre tre milioni di ingressi, contribuendo a lanciare la carriera della giovane Sophie Marceau, già reduce dal successo de Il tempo delle mele e del suo sequel. 